# NGC 6221
NGC 6221 este o infrared source⁠(d) situată în constelația Altarul. A fost descoperită în 1835 de către John Herschel. Se află la o distanță de 11,86 megaparseci de Pământ.